# 風ぐるま (千代田区)

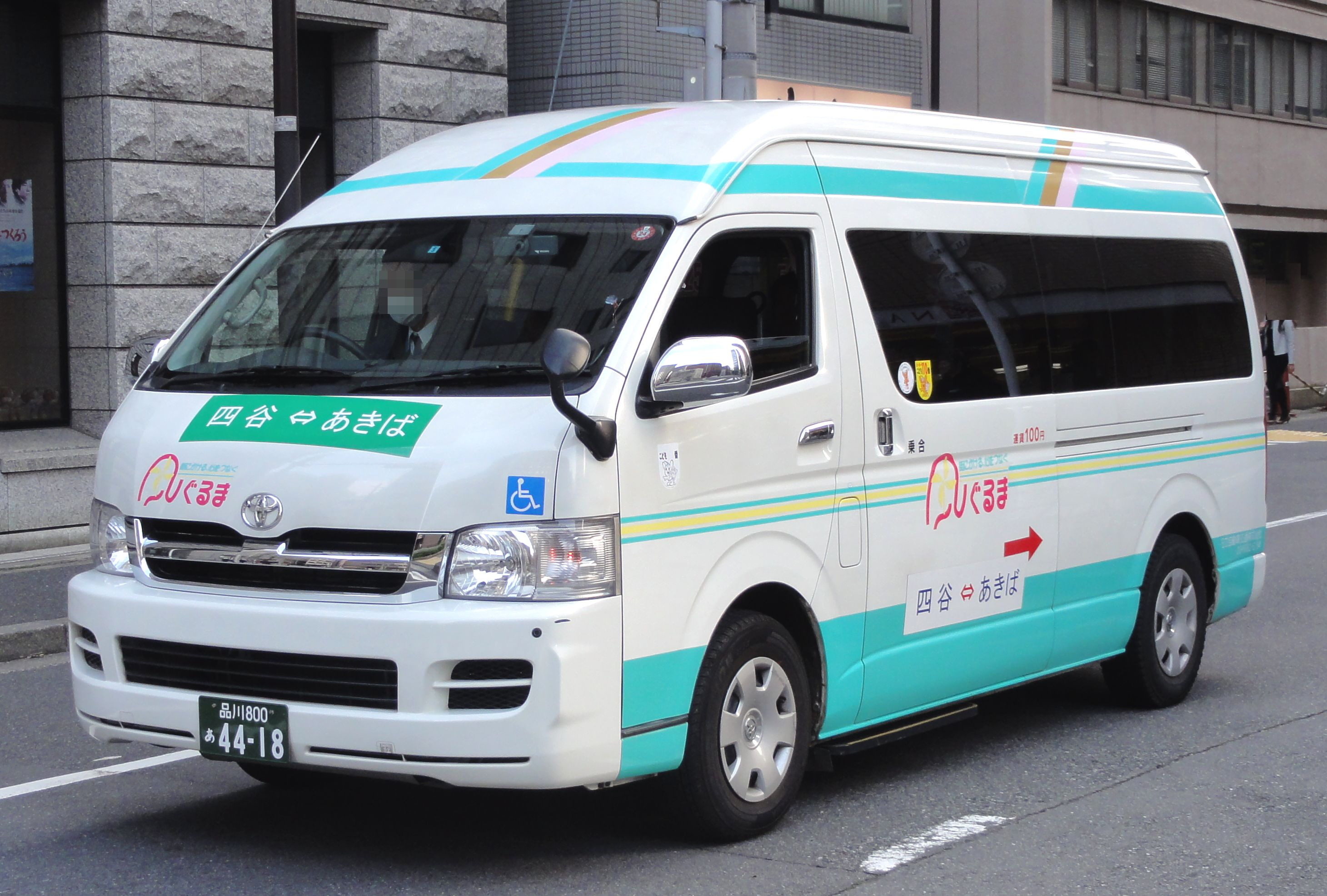
旧：乗合便「地域福祉乗合タクシー『風ぐるま』」時代の車両（トヨタ・ハイエース）

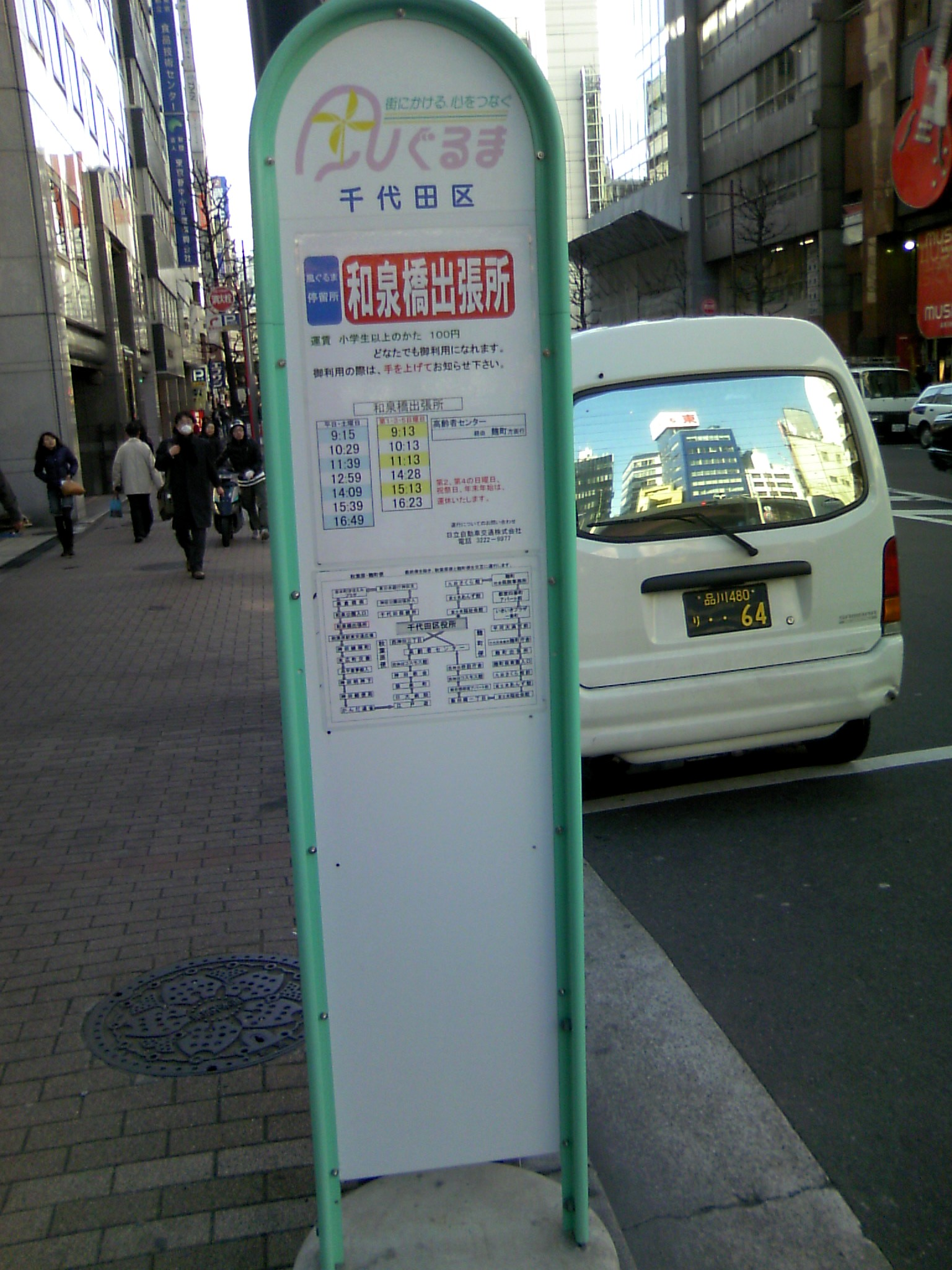
「風ぐるま」専用バス停留所のデザイン

風ぐるま（かざぐるま）は、東京都千代田区が運行するコミュニティバス。日立自動車交通に運行委託している。日立自動車交通では「地域福祉バス」もしくは「コミュニティバス」として紹介しているが、千代田区では「地域福祉交通『風ぐるま』」という名称を使用している。
専用車両のデザインは、千代田区の花である桜をモチーフとしている。バス停留所の専用デザインは、旧：乗合便の車両デザインに近い色調のものが用いられている。

## 概要
日立自動車交通に運行委託し、1993年5月18日に運行開始した「リフト付福祉タクシー」を源流とし、1997年4月1日より「地域福祉乗合タクシー『風ぐるま』」として運行開始。2016年1月4日にコミュニティバス「地域福祉交通『風ぐるま』」に移行した。

そうした経緯を持つため、コミュニティバスとしての運行開始は2016年と新しいが、1990年代前半に源流を持ち歴史は長い。また、元はタクシー事業者であった日立自動車交通が、自治体のコミュニティバス運行受託に進出する契機となったバス路線でもある。
福祉タクシーとして出発した関係上、管轄は道路交通などを担当する部署ではなく、千代田区保健福祉部福祉総務課福祉総務係となっている。当初は福祉目的の色彩が強く、主に区内在住の高齢者や障害者、子育て世代の利用を想定していたが、現在は「どなたでも利用できる乗合バス」として、区民だけでなく幅広い利用者に向けた運行となっている。
4ルートが運行されており、全ルートが日立自動車交通に運行委託されている。日立自動車交通は「風ぐるま」の運行担当のため、千代田区役所3階に「千代田営業所」を設置し、そこで「風ぐるま」オリジナルグッズ（刺繍入りハンドタオル、アクリルキーホルダー）も販売している。

## 沿革
- 1993年（平成5年）5月18日 - 「リフト付福祉タクシー」運行開始。使用車両はトヨタ・ハイエース。
- 1997年（平成9年）4月1日 - 「地域福祉乗合タクシー『風ぐるま』」運行開始。「神田・麹町便」の1ルートのみで、乗合タクシーとして運行。運賃は100円で、福祉会館・高齢者センター利用者には無料乗車証を発行。こちらも使用車両はトヨタ・ハイエースであった[8]。
- 1998年（平成10年）4月1日 - リフト付福祉タクシーに愛称「風ぐるま（貸切便）」を設定。乗合タクシーには「乗合便」の名称が付けられる。
- 2002年（平成14年）6月1日 - 乗合便に「内神田・富士見便」「駿河台・四谷便」の2ルートを増設。従来の「神田・麹町便」を「秋葉原・麹町便」に改称。
- 2005年（平成17年）8月24日 - 秋葉原駅前再開発に伴い、乗合便のルート・時刻を改正。「駿河台・四谷便」を「御茶ノ水・四谷便」に改称。
- 2007年（平成19年）
  - 3月19日 - 乗合便の運行ルートを改正、「御茶ノ水・四谷便」を「四谷・御茶ノ水便」に改称。無料乗車証の発行対象者を、区内在住の60歳以上の高齢者、障害者、妊産婦・未就学児連れの者、ちよだボランティアセンター登録者とする。
  - 5月7日 - 千代田区役所本庁舎移転に伴い、停留所を移設。
- 2010年
  - 1月4日 - 障害者福祉センター「えみふる」開設に伴い、乗合便の運行ルートを改正。従来の「秋葉原・麹町便」は「和泉・麹町便」に、「四谷・御茶ノ水便」は「四谷・あきば便」に名称が変更された[9]。
  - 2月 - 「駿河台下」停留所を、「和泉・麹町便」と「内神田・富士見便」に新設。
  - 9月21日 - 千代田保健所の移転、飯田橋保育園の富士見こども園への統合に伴い、乗合便の運行ルートと一部の停留所名称を変更。

- 2011年（平成23年）1月23日 - 秋葉原における歩行者天国[10]再開に伴い、「四谷・あきば便」は日曜日に「万世橋」「秋葉原駅西側交通広場」停留所に停車せず、迂回運行を行うこととする。
- 2014年（平成26年）2月 - 「風ぐるま見直し検討委員会」が「千代田区地域福祉タクシー 『風ぐるま』の見直しに関する提言書」を提出、路線再編やサービス向上、運賃受益者負担、小型バス車両の導入などを提言する[11]。
- 2015年（平成27年）
  - 12月21日 - 普通定期券と「風ぐるま区民パスポート」を販売開始。使用開始は2016年1月4日からとする。
  - 12月28日 - 無料乗車証の発行・再発行を終了（有効期限が残っているものは期限まで使用可能）。
  - 12月30日 - 乗合便の運行を終了。
- 2016年（平成28年）
  - 1月4日 - 旧「乗合便」をコミュニティバスに移行し、地域福祉交通「風ぐるま」として運行開始[5]。専用塗装の日野・ポンチョを導入[5]。千代田区役所庁舎にて「風ぐるま」出発式が行われる[6]。
  - 11月28日 - 利用者から寄せられた意見・要望により、地域福祉交通「風ぐるま」の運行ルートを改正し、停留所を増設。
- 2017年（平成29年）
  - 6月5日 - 運行経路と時刻を改正[3]。障害者福祉センター「えみふる」[12]の施設内に設置されていた転車台が交換され、再度停留所を設置。施設前の道路上に設置していた停留所は「神田駿河台二丁目」に改称。
- 2018年（平成30年）
  - 4月 - 地域福祉交通「風ぐるま」への移行後の状況について、乗降調査と利用者アンケートを開始[13]。
  - 8月 - 上記調査について、日立自動車交通が「平成30年度 千代田区『風ぐるま』再編後調査取りまとめ業務」として報告書を提出（調査業務は八千代エンジニヤリングに受託）[13]。その結果、要望として双方向循環化（現行は片方向循環）と増便が多く寄せられる[13]。

## 路線

### 地域福祉交通「風ぐるま」（旧：乗合便）
千代田区内の福祉施設を中心に区内を循環するバス。2016年1月4日より、旧：乗合便からコミュニティバスに移行し、地域福祉交通「風ぐるま」として運行開始した。バスロケーションシステムも稼働している。
同時に車両も、ワンボックスカーから小型バス車両での運行に変更され、専用塗装の日野・ポンチョ（ショートボディ）が導入された。車両点検時などは日立自動車交通の一般塗装の車両が代走する。小型バスの採用に伴い、一部の停留所が新設・移設され、停留所以外での降車はできなくなった。
運賃は小学生以上1回につき100円で、PASMO・Suicaなど交通系ICカードも使用できる。乗車時から90分以内に他のルートに乗り継ぐ場合、交通系ICカード利用時に限り1回のみ無料で乗り継ぎできる。また誰でも購入できる普通定期券のほか、「風ぐるま区民パスポート」と呼ばれる区民向け割引制度による定期券がある。
各ルートとも年末年始は運休。運行時刻はおおむね8時30分から18時30分。
以下の4ルートが運行されている。全ルートが千代田区役所を起終点とする片方向循環である。
1. 麹町ルート
2. 秋葉原ルート
3. 富士見・神保町ルート
4. 内神田ルート

月曜～土曜は、「麹町ルート」と「秋葉原ルート」、「富士見・神保町ルート」と「内神田ルート」をペアとして、千代田区役所を結節点とする8の字型運行を行い、連続乗車が可能となる。
日曜・祝日は、8の字型運行は行わず連続乗車はできない。また、障害者福祉センター「えみふる」には停車しない。
区境付近では、「麹町ルート」が四ツ谷駅付近で新宿区内、「秋葉原ルート」「富士見・神保町ルート」の一部区間が文京区内をそれぞれ走行するが、千代田区外にバス停留所は設けられていない。

#### 旧：乗合便
2015年12月30日までは、トヨタ・ハイエースを使用した乗合タクシーとして運行されており、各運行ルート上に設置された停留所から乗車し、降車時はルート上であれば、危険な場所でない限りどこでも降車することが可能であった。
旧：乗合便時代は、区内在住の障害者、高齢者、妊産婦、未就学児の保護者、ちよだボランティアセンターの登録者に「無料乗車証」を発行していたが、コミュニティバスへの移行に伴い、2015年12月28日をもって発行終了した。発行終了後も期限が残っている「無料乗車証」は期限まで利用可能であった。
2010年1月4日の運行改正前は、年末年始以外にも以下のとおり運休していた。
- 「秋葉原・麹町便」「内神田・富士見便」- 第2・第4日曜、祝日、年末年始は運休。
- 「四谷・御茶ノ水便」- 日曜、祝日、年末年始は運休。

### 現行路線
- 各ルートごとに、ラインカラーと停留所ナンバリングが設定されている[15]。
- 運行ルートは以下のとおり。片方向循環で、数字の順に経由する[15]。

#### 麹町ルート
| 番号 | 停留所名称                   | 接続鉄道路線                                                                                      | 備考                                           |
| ---- | ---------------------------- | ------------------------------------------------------------------------------------------------- | ---------------------------------------------- |
| 1    | 千代田区役所                 |                                                                                                   |                                                |
| 2    | かがやきプラザ（九段坂病院） |                                                                                                   |                                                |
| 3    | 九段上                       |                                                                                                   | 都営バス 九段上停留所と共用                    |
| 4    | 九段さくら館                 |                                                                                                   |                                                |
| 5    | 五味坂交番                   |                                                                                                   |                                                |
| 6    | 一番町交差点                 |                                                                                                   |                                                |
| 7    | ジロール麹町入口（半蔵門駅） | 東京メトロ： 半蔵門線                                                                             |                                                |
| 8    | 麹町出張所                   |                                                                                                   |                                                |
| 9    | 平河天満宮前                 |                                                                                                   |                                                |
| 10   | 麹町二丁目                   |                                                                                                   | 都営バス 麹町二丁目停留所と共用                |
| 11   | 麹町四丁目                   | 東京メトロ： 有楽町線                                                                             | 都営バス 麹町四丁目停留所と共用                |
| 12   | 麹町五丁目                   |                                                                                                   | 都営バス 麹町五丁目停留所と共用                |
| 13   | 四谷駅                       | 東京メトロ： 丸ノ内線・ 南北線 JR東日本： 中央線（快速）・ 中央・総武線（各駅停車）               | 始発・終着停留所 都営バス 四谷駅前停留所と共用 |
| 14   | 麹町五丁目                   |                                                                                                   | 都営バス 麹町五丁目停留所と共用                |
| 15   | 麹町四丁目                   | 東京メトロ： 有楽町線                                                                             | 都営バス 麹町四丁目停留所と共用                |
| 16   | いきいきプラザ一番町         |                                                                                                   |                                                |
| 17   | 五味坂                       |                                                                                                   |                                                |
| 18   | 東京家政学院前               |                                                                                                   |                                                |
| 19   | 都営四番町アパート           |                                                                                                   |                                                |
| 20   | 市ヶ谷駅                     | 東京メトロ： 有楽町線・ 南北線 都営地下鉄： 新宿線 JR東日本： 中央・総武線（各駅停車）            | 都営バス 市ヶ谷駅前停留所と共用                |
| 21   | 一口坂                       |                                                                                                   | 都営バス 一口坂停留所と共用                    |
| 22   | 東京逓信病院                 |                                                                                                   |                                                |
| 23   | 地下鉄飯田橋駅東口           | 東京メトロ： 東西線・ 有楽町線・ 南北線 都営地下鉄： 大江戸線 JR東日本： 中央・総武線（各駅停車） |                                                |
| 24   | 飯田橋清掃車庫               |                                                                                                   |                                                |
| 25   | 東京しごとセンター           |                                                                                                   |                                                |
| 26   | 九段北一丁目                 |                                                                                                   |                                                |
| 1    | 千代田区役所                 |                                                                                                   | 平日・土曜日は秋葉原ルートに継続運行           |

#### 秋葉原ルート
| 番号 | 停留所名称                     | 接続鉄道路線 | 備考                                                           |
| ---- | ------------------------------ | --- | -------------------------------------------------------------- |
| 1    | 千代田区役所                   | |                                                                |
| 2    | かがやきプラザ（九段坂病院）   | |                                                                |
| 3    | 千代田保健所（九段下駅）       | 東京メトロ： 東西線・ 半蔵門線 都営地下鉄： 新宿線                                                                    |                                                                |
| 4    | 西神田三丁目                   | |                                                                |
| 5    | 専修大学法科大学院前           | |                                                                |
| 6    | 専大前交差点                   | |                                                                |
| 7    | 神田錦町三丁目                 | | 都営バス 神田錦町停留所と共用                                  |
| 8    | 神田美土代町                   | |                                                                |
| 9    | 神田公園出張所                 | |                                                                |
| 10   | 東日本銀行神田支店             | 東京メトロ： 銀座線 JR東日本： 山手線・ 京浜東北線・ 中央線                                                           | 都営バス 神田富山町停留所と共用                                |
| 11   | 岩本町ほほえみプラザ           | | 始発停留所                                                     |
| 12   | 美倉橋南                       | |                                                                |
| 13   | 和泉公園入口前                 | |                                                                |
| 14   | 和泉橋出張所                   | |                                                                |
| 15   | 秋葉原駅中央口                 | 東京メトロ： 日比谷線 首都圏新都市鉄道： つくばエクスプレス JR東日本： 山手線・ 京浜東北線・ 中央・総武線（各駅停車） | 終着停留所                                                     |
| 16   | 神田練塀町                     | |                                                                |
| 17   | アーツ千代田3331               | 東京メトロ： 銀座線                                                                                                   | 日の丸自動車興業 スカイホップバス 秋葉原（末広町）停留所と共用 |
| 18   | 外神田六丁目                   | |                                                                |
| 19   | 昌平童夢館入口                 | |                                                                |
| 20   | 外神田二丁目                   | | 都営バス 外神田二丁目停留所と共用                              |
| 21   | 御茶ノ水駅                     | 東京メトロ： 丸ノ内線・ 千代田線 JR東日本： 中央線（快速）・ 中央・総武線（各駅停車）                                 | 都営バス 御茶ノ水駅前停留所と共用                              |
| 22   | 神田駿河台二丁目               | |                                                                |
| 22-1 | 障害者福祉センター「えみふる」 | | 日曜日・祝日は通過                                             |
| 23   | 日大病院                       | |                                                                |
| 24   | 九段下                         | 東京メトロ： 東西線・ 半蔵門線 都営地下鉄： 新宿線                                                                    | 都営バス 九段下停留所と共用                                    |
| 1    | 千代田区役所                   | | 平日・土曜日は麹町ルートに継続運行                             |

#### 富士見・神保町ルート
| 番号 | 停留所名称                     | 接続鉄道路線                                                                                      | 備考                                 |
| ---- | ------------------------------ | ------------------------------------------------------------------------------------------------- | ------------------------------------ |
| 1    | 千代田区役所                   |                                                                                                   |                                      |
| 2    | かがやきプラザ（九段坂病院）   |                                                                                                   |                                      |
| 3    | 富士見出張所                   |                                                                                                   |                                      |
| 4    | 飯田橋駅前                     | 東京メトロ： 東西線・ 有楽町線・ 南北線 都営地下鉄： 大江戸線 JR東日本： 中央・総武線（各駅停車） | 都営バス 飯田橋駅前停留所と共用      |
| 5    | 東京逓信病院                   |                                                                                                   |                                      |
| 6    | 一口坂手前                     |                                                                                                   |                                      |
| 7    | 都営四番町アパート             |                                                                                                   |                                      |
| 8    | 番町                           | 東京メトロ： 有楽町線                                                                             | 都営バス 番町停留所と共用            |
| 9    | いきいきプラザ一番町           |                                                                                                   | 始発・終着停留所                     |
| 10   | 五味坂                         |                                                                                                   |                                      |
| 11   | 富士見あんず館                 |                                                                                                   |                                      |
| 12   | 千代田保健所（九段下駅）       | 東京メトロ： 東西線・ 半蔵門線 都営地下鉄： 新宿線                                                |                                      |
| 13   | 西神田三丁目                   |                                                                                                   |                                      |
| 14   | 西神田コスモス館               |                                                                                                   |                                      |
| 15   | 神保町交差点北                 | 東京メトロ： 半蔵門線 都営地下鉄： 三田線・ 新宿線                                                | 都営バス 神保町二丁目停留所と共用    |
| 16   | 駿河台下                       |                                                                                                   | 都営バス 駿河台下停留所と共用        |
| 17   | 神田駿河台二丁目               |                                                                                                   |                                      |
| 17-1 | 障害者福祉センター「えみふる」 |                                                                                                   | 日曜日・祝日は通過                   |
| 18   | 御茶ノ水駅前                   | 東京メトロ： 丸ノ内線・ 千代田線 JR東日本： 中央線（快速）・ 中央・総武線（各駅停車）             | 都営バス 御茶ノ水駅前停留所と共用    |
| 19   | 水道橋駅前                     | 都営地下鉄： 三田線 JR東日本： 中央・総武線（各駅停車）                                           | 都営バス 水道橋駅前停留所と共用      |
| 20   | 西神田一丁目                   |                                                                                                   | 都営バス 西神田一丁目停留所と共用    |
| 21   | 専修大学法科大学院前           |                                                                                                   |                                      |
| 1    | 千代田区役所                   |                                                                                                   | 平日・土曜日は内神田ルートに継続運行 |

#### 内神田ルート
| 番号 | 停留所名称                           | 接続鉄道路線                                                | 備考                                         |
| ---- | ------------------------------------ | ----------------------------------------------------------- | -------------------------------------------- |
| 1    | 千代田区役所                         |                                                             |                                              |
| 2    | かがやきプラザ（九段坂病院）         |                                                             |                                              |
| 3    | 千代田保健所（九段下駅）             | 東京メトロ： 東西線・ 半蔵門線 都営地下鉄： 新宿線          |                                              |
| 4    | 西神田三丁目                         |                                                             |                                              |
| 5    | 西神田コスモス館                     |                                                             |                                              |
| 6    | 神保町交差点北                       | 東京メトロ： 半蔵門線 都営地下鉄： 三田線・ 新宿線          | 都営バス 神保町二丁目停留所と共用            |
| 7    | 駿河台下                             |                                                             | 都営バス 駿河台下停留所と共用                |
| 8    | 神田駿河台二丁目                     |                                                             |                                              |
| 8-1  | 障害者福祉センター「えみふる」       |                                                             | 日曜日・祝日は通過                           |
| 9    | 日大病院                             |                                                             |                                              |
| 10   | 小川町交差点                         | 都営地下鉄： 新宿線 東京メトロ： 丸ノ内線・ 千代田線        |                                              |
| 11   | かんだ連雀                           |                                                             | 始発・終着停留所                             |
| 12   | 万世橋出張所                         |                                                             | 都営バス 万世橋停留所と共用                  |
| 13   | ワテラス前                           |                                                             |                                              |
| 14   | 神田公園出張所                       |                                                             |                                              |
| 15   | 東日本銀行神田支店                   | 東京メトロ： 銀座線 JR東日本： 山手線・ 京浜東北線・ 中央線 | 都営バス 神田富山町停留所と共用              |
| 16   | 岩本町ほほえみプラザ                 |                                                             |                                              |
| 17   | 岩本町一丁目                         |                                                             |                                              |
| 18   | 鍛冶町一丁目                         |                                                             |                                              |
| 19   | スポーツセンター                     |                                                             |                                              |
| 20   | 区営内神田住宅                       |                                                             |                                              |
| 21   | ちよだプラットフォームスクウェア入口 |                                                             |                                              |
| 22   | 神田錦町                             |                                                             | 都営バス 神田錦町停留所と共用                |
| 23   | 神保町交番前                         | 東京メトロ： 半蔵門線 都営地下鉄： 三田線・ 新宿線          | 都営バス 神保町停留所と共用                  |
| 24   | 九段下                               | 東京メトロ： 東西線・ 半蔵門線 都営地下鉄： 新宿線          | 都営バス 九段下停留所と共用                  |
| 1    | 千代田区役所                         |                                                             | 平日・土曜日は富士見・神保町ルートに継続運行 |

### 過去の路線

#### 2010年1月4日から2015年12月30日までの路線
- 各便とも年末年始は運休。
- 運行ルートは以下のとおりで、数字の順に通過する。
- 太字の停留所は、1循環で2回通過するため、注意が必要。

##### 和泉・麹町便 (2015年12月30日まで)
ラインカラーは青。
- 1.千代田区役所
- 2.駿河台下
- 3.障害者福祉センター
- 4.カザルスホール
- 5.神田錦町三丁目
- 6.神田公園出張所
- 7.東日本銀行神田支店
- 8.岩本町ほほえみプラザ
- 9.美倉橋南
- 10.和泉公園入口前
- 11.和泉橋出張所
- 12.秋葉原駅東側交通広場（AKIBA SHUTTLEと共同使用）
- 13.神田練塀町
- 14.末広町地域安全センター
- 15.昌平童夢館入口
- 16.かんだ連雀
- 17.江戸遊
- 18.日大病院
- 19.障害者福祉センター
- 20.猿楽町
- 21.神田教会
- 22.西神田コスモス館
- 23.高齢者センター
- 24.西神田三丁目
- 25.千代田区役所
- 26.富士見二丁目
- 27.富士見あんず館
- 28.九段さくら館
- 29.千代田年金事務所
- 30.都営四番町アパート
- 31.いきいきプラザ一番町
- 32.平河天満宮前
- 33.麹町出張所入口
- 34.麹町出張所
- 35.五味坂
- 36.九段さくら館前
- 37.富士見あんず館
- 38.富士見二丁目
- 39.飯田橋一丁目
- 40.飯田橋都営アパート
- 41.西神田コスモス館
- 42.西神田併設庁舎
- 43.高齢者センター
- 44.千代田区役所

##### 内神田・富士見便 (2015年12月30日まで)
ラインカラーは赤。
- 1.千代田区役所
- 2.千代田保健所
- 3.西神田コスモス館
- 4.高齢者センター
- 5.駿河台下
- 6.障害者福祉センター
- 7.カザルスホール
- 8.小川町一丁目
- 9.かんだ連雀
- 10.須田町二丁目
- 11.岩本町ほほえみプラザ
- 12.岩本町一丁目
- 13.鍛冶町一丁目
- 14.スポーツセンター
- 15.区営内神田住宅
- 16.ちよだプラットフォームスクウェア
- 17.小川町二丁目
- 18.駿河台下
- 19.障害者福祉センター
- 20.猿楽町
- 21.西神田併設庁舎
- 22.三崎神社
- 23.西神田コスモス館
- 24.高齢者センター
- 25.西神田三丁目
- 26.千代田区役所
- 27.富士見二丁目
- 28.東京逓信病院
- 29.麹町郵便局
- 30.四番町図書館
- 31.いきいきプラザ一番町
- 32.五味坂
- 33.千代田年金事務所
- 34.都営四番町アパート
- 35.市ヶ谷駅
- 36.東京逓信病院
- 37.富士見あんず館
- 38.富士見二丁目
- 39.地下鉄飯田橋駅東口
- 40.飯田橋清掃車庫
- 41.東京しごとセンター
- 42.千代田区役所

##### 四谷・あきば便 (2015年12月30日まで)
ラインカラーは緑。
2011年1月23日より秋葉原歩行者天国が再開されたため、日曜日は「万世橋」「秋葉原駅西側交通広場」停留所には停車せず迂回する。
- 1.四谷駅
- 2.麹町五丁目
- 3.麹町四丁目
- 4.麹町二丁目
- 5.麹町出張所入口
- 6.一番町交差点
- 7.五味坂
- 8.九段さくら館前
- 9.千代田保健所
- 10.西神田コスモス館
- 11.高齢者センター
- 12.日大病院
- 13.障害者福祉センター
- 14.御茶ノ水駅
- 15.万世橋
- 16.秋葉原駅西側交通広場
- 17.明神下男坂
- 18.外神田五丁目
- 19.神田練塀町東
- 20.いずみこども園
- 21.美倉橋東
- 22.岩本町交番
- 23.万世橋出張所
- 24.外神田二丁目
- 25.御茶ノ水駅
- 26.障害者福祉センター
- 27.カザルスホール
- 28.西神田コスモス館
- 29.高齢者センター
- 30.九段下
- 31.千代田区役所
- 32.九段さくら館
- 33.五味坂交番
- 34.一番町交差点
- 35.麹町出張所入口
- 36.麹町二丁目
- 37.麹町四丁目
- 38.四谷駅

#### 2010年1月3日までの路線
- 「秋葉原・麹町便」「内神田・富士見便」は、第2・第4日曜、祝日、年末年始に運休する。
- 「四谷・御茶ノ水便」は、日曜、祝日、年末年始に運休する。
- 運行ルートは以下のとおりで、数字の順に通過する。
- 太字の停留所は、1往復で2回通過するため、注意が必要。

##### 秋葉原・麹町便 (2010年1月3日まで)
- 1.千代田区役所
- 2.千代田保健所
- 3.神田公園出張所入口
- 4.東日本銀行神田支店
- 5.岩本町ほほえみプラザ
- 6.美倉橋南
- 7.和泉公園入口前
- 8.秋葉原駅東側交通広場
- 9.神田練塀町
- 10.末広町交番
- 11.昌平童夢館入口
- 12.神田明神下
- 13.神田郵便局
- 14.かんだ連雀
- 15.江戸遊
- 16.日大病院
- 17.猿楽町
- 18.神田教会
- 19.西神田コスモス館
- 20.高齢者センター
- 21.西神田三丁目
- 22.千代田区役所
- 23.富士見福祉会館
- 24.富士見あんず館
- 25.九段さくら館
- 26.千代田社会保険事務所
- 27.都営四番町アパート
- 28.いきいきプラザ一番町
- 29.平河天満宮前
- 30.千代田保健所麹町庁舎
- 31.麹町出張所入口
- 32.麹町出張所
- 33.麹町保育園入口
- 34.九段さくら館前
- 35.富士見あんず館
- 36.富士見福祉会館
- 37.飯田橋一丁目
- 38.飯田橋都営アパート
- 39.西神田コスモス館
- 40.西神田併設庁舎
- 41.高齢者センター

##### 内神田・富士見便 (2010年1月3日まで)
- 1.千代田区役所
- 2.西神田コスモス館
- 3.高齢者センター
- 4.小川町一丁目
- 5.かんだ連雀
- 6.須田町二丁目
- 7.岩本町ほほえみプラザ
- 8.岩本町一丁目
- 9.鍛冶町一丁目
- 10.総合体育館
- 11.区営内神田住宅
- 12.ちよだプラットフォームスクウェア
- 13.小川町二丁目
- 14.西神田併設庁舎
- 15.三崎神社
- 16.西神田コスモス館
- 17.高齢者センター
- 18.西神田三丁目
- 19.千代田区役所
- 20.富士見福祉会館
- 21.東京逓信病院
- 22.麹町郵便局
- 23.四番町図書館
- 24.いきいきプラザ一番町
- 25.麹町保育園入口
- 26.千代田社会保険事務所
- 27.都営四番町アパート
- 28.五番町
- 29.東京逓信病院
- 30.富士見あんず館
- 31.富士見福祉会館
- 32.地下鉄飯田橋駅東口
- 33.飯田橋保育園
- 34.東京しごとセンター

##### 四谷・御茶ノ水便 (2010年1月3日まで)
- 1.四谷駅
- 2.仲良し公園
- 3.麹町四丁目
- 4.麹町二丁目
- 5.麹町出張所入口
- 6.麹町出張所
- 7.一番町交差点
- 8.麹町保育園入口
- 9.九段さくら館前
- 10.九段下
- 11.西神田コスモス館
- 12.高齢者センター
- 13.小川町郵便局
- 14.日大病院
- 15.三楽病院前
- 16.御茶ノ水駅
- 17.秋葉原駅西側交通広場
- 18.万世橋出張所
- 19.外神田二丁目
- 20.御茶ノ水駅
- 21.カザルスホール
- 22.西神田コスモス館
- 23.高齢者センター
- 24.九段下
- 25.千代田区役所
- 26.九段さくら館前
- 27.麹町保育園入口
- 28.一番町交差点
- 29.麹町出張所入口
- 30.麹町二丁目
- 31.麹町四丁目
- 32.四谷駅

## 車両

### 現行車両
コミュニティバス「地域福祉交通『風ぐるま』」では、小型ノンステップバスの日野・ポンチョ（ショートボディ、AT車）が使用されている。定員24名（座席数14席）、全席が優先席となっている。
2016年1月4日の開業時に、専用車両（SDG-HX9JHBE）が6台導入された。
- 1551（足立200あ664）
- 1552（足立200あ665）
- 1553（足立200あ666）
- 1554（足立200あ667）
- 1555（足立200あ668）
- 1556（足立200あ669）

2018年、専用車用（2DG-HX9JHCE）を増備した。フルカラーLED行先表示器を装備し、東京オリンピック特別仕様ナンバープレートでの導入。
- 1557（足立230あ1557）

### 過去の車両
旧：乗合便「地域福祉乗合タクシー『風ぐるま』」時代は、専用カラーのトヨタ・ハイエースが使用されていた。カラーリングは現行車両とは異なる。

## リフト付福祉タクシー（旧：貸切便）
車椅子利用者など、公共交通機関や一般のタクシーなどの利用が困難な人が、予約して利用できる「リフト付福祉タクシー」があり、区民に限り事前予約して利用できる。旧称「風ぐるま『貸切便』」。
乗降のどちらかが千代田区内であればどこでも乗降できる。運行時間は原則として午前8時から午後6時までで、利用日の1ヶ月前から前日までに日立自動車交通へ予約が必要である。運賃は中型タクシーのメーター料金に準じ、迎車料金分は区が負担する。
車両は、日立自動車交通の一般塗装のトヨタ・ハイエース（車椅子用リフト付き）を使用する。